# Yoshikazu Mera
Yoshikazu Mera (ur. 21 maja 1971 w Miyazaki) – japoński śpiewak operowy (kontratenor). Zakres jego głosu to trzy i pół oktawy.

## Życiorys
Początkowo chciał zostać piosenkarzem popowym, teraz śpiewa przede wszystkim utwory muzyki klasycznej z zachodu, ale także z Japonii. Często występuje jako solista Bach Collegium Japan, które pod dyrekcją Masaakiego Suzukiego wykonuje muzykę barokową.
W telewizyjnym filmie dokumentalnym 米良美一の實話 (Prawdziwa historia Yoshikazu Mela) ujawniono, że śpiewak urodził się z wrodzoną łamliwością kości.

## Wybrana dyskografia
- Nightingale – Japanese Art Songs
- Baroque Arias
- Baroque Arias, vol. 2
- The Best of Yoshikazu Mera
- Księżniczka Mononoke (1997)
- Songs for Counter – Tenor and Orchestra
- Mera sings Bach